# Phosphite
L'ion phosphite (HPO32−), appelé aussi phosphanate, est un ion polyatomique avec un atome central de phosphore. Sa géométrie est tétraèdrale. De nombreux sels de phosphite, tels le phosphite d'ammonium, sont hautement solubles dans l'eau. Le terme « phosphite » est parfois employé pour désigner l'ester de phosphite, composé organophosphoré de formule P(OR)3.

## Acide phosphoreux
L'acide conjugué de l'anion phosphite est l'acide phosphoreux (H3PO3). On l'appelle aussi acide orthophosphoreux et oxyde dihydroxyphosphine. L'acide phosphoreux est un acide diprotique, puisque l'hydrogène lié directement à l'atome de phosphore central n'est pas ionisable. Une formule chimique plus logique pour l'acide phosphoreux est HPO(OH)2, puisqu'il n'y a pas réellement trois groupes hydroxydes dans cet acide. L'acide peut être synthétisé par traitement de l'acide carboxylique, l'alcool, ou plus pratiquement l'eau, par le tribromure de phosphore ou plus communément trichlorure de phosphore.
PBr3 + 3 ROH → 3 RBr + HP(O)(OH)2
PBr3 + 3 RCOOH → 3 RCOBr + HP(O)(OH)2
PCl3 + 3 H2O → HP(O)(OH)2 + 3 HCl

## Synthèse des composés de phosphite
Les composés organophosphorés appelés esters de phosphite (ou parfois juste phosphites) ont pour formule (RO)3P. Ils sont préparés par réaction du trichlorure de phosphore (ou tribromure de phosphore) avec un alcool et une amine tertiaire.
PCl3 + 3 ROH + 3 R'3N → P(OR)3 + 3R'3NHCl
Les phosphites acides sont des composés qui contiennent un cation métallique et un anion phosphite dihydrogène. Ces composés sont produits en faisant réagir l'acide phosphoreux avec un carbonate métallique (typiquement Rb, Cs, ou Tl). Les phosphites acides ont des structures cristallines formées de couches alternées de tétraèdres HPO3 et de cations métalliques.

## Sécurité
Les phosphites, reconnaissables à leur odeur spécifique et persistante, sont des inhibiteurs de l'acétylcholinestérase.

### Toxicitié
Les phosphites sont faiblement toxiques chez les poissons et les oiseaux.

## Applications
Les phosphites inorganiques (contenant du HPO32−) sont appliqués aux cultures comme antifongique contre les agents pathogènes de l'ordre des Oomycètes. La situation est source de confusion en raison de la similitude de nom entre phosphite et phosphate (un nutriment important de plantes et composant d'engrais). Les phosphites sont parfois vendus comme engrais, même s'ils sont convertis en phosphate trop lentement pour servir de source principale en phosphore.
Ils sont utilisés également comme matières premières dans la fabrication d'insecticides, comme agents ignifuges, comme stabilisants et onti-oxydants des polymères plastiques.